# Graeteriella
Graeteriella – rodzaj widłonogów z rodziny Cyclopidae. Nazwa naukowa tego rodzaju skorupiaków została opublikowana w 1926 roku przez austriackiego biologa i zoogeografa Vincenza Brehma.

## Podział systematyczny
Do rodzaju należą następujące gatunki:
- Graeteriella bertrandi Lescher-Moutoué, 1974
- Graeteriella boui Lescher-Moutoué, 1974
- Graeteriella brehmi Lescher-Moutoué, 1968
- Graeteriella crinita Brehm, 1926
- Graeteriella gelyensis Lescher-Moutoué, 1978
- Graeteriella laisi (Kiefer, 1936)
- Graeteriella longifurcata Tran & Chang, 2013
- Graeteriella rouchi Lescher-Moutoué, 1968
- Graeteriella unisetigera (Graeter, 1908)
- Graeteriella vandeli Lescher-Moutoué, 1969